# Häll-Nissetjärnen
Häll-Nissetjärnen är en sjö i Bräcke kommun i Jämtland och ingår i Ljungans huvudavrinningsområde.